# 松本方哉
松本 方哉（まつもと まさや、1956年（昭和31年） - ）は、日本のジャーナリスト、元フジテレビジョンの報道キャスター。愛称は「ほーさい」。東京都出身。

## 来歴
上智大学文学部英文学科を卒業し、1980年にドラマ制作を希望してフジテレビへ入社して報道局の配属となる。外信部記者、『FNNニュースレポート6:30』ディレクター、官邸と防衛庁記者、FNNワシントン支局特派員（1986年 - 1990年駐在）を務めた。帰国後は外信部デスク、『タイムアングル』ニュースコーナーデスク、『FNNスーパータイム』デスク、広報局と編成局を経て、『FNNスピーク』と『FNNスーパーニュース』で週末ニュースの編集長、報道局報道番組部長、『ニュースJAPAN』プロデューサーと編集長（2003年7月から）、解説委員を務めた。湾岸戦争、同時多発テロ、アフガン戦争、イラク戦争など重大ニュースを、情報デスクとして報道センターからリポートを担当した。2003年10月から同番組のメインキャスターと編集長を兼務し、12月にイラクのサッダーム・フセイン大統領が逮捕された時に、報道センターから第一報を伝えた。英会話に堪能で、同番組のコーナー「INSIDE AMERICA」で最新のアメリカ情勢についてABC記者と英語で議論した。

## キャスター降板
2007年11月22日の放送分から、「家族の看護のため」『ニュースJAPAN』の出演を見合わせ、2008年1月7日放送分で「復帰にはまだ相当な時間が掛かる」と伝えられた。2月11日放送分から復帰し、妻が重度のクモ膜下出血を患っていることを明かした。以後月曜から木曜まで出演したが、4月3日放送分で家族の介護に専念するため再び休む。5月12日の放送から再び復帰し、冒頭で本人が「看護は続いており、今後とも休みを取るなど、視聴者の皆さんにご迷惑をお掛けする事があるかもしれないが、これからもニュースを届けるために尽力する」と語る。
- 2009年7月27日、家族の看護に専念するため『ニュースJAPAN』のキャスターを降板すると、番組冒頭で滝川クリステルが告げた。そして、滝川が同年9月に降板し、後任にフジテレビアナウンサーの秋元優里を起用した。
- 介護経験をもとに、著述や講演など介護に関して発信している[2]。

## 人物
- 国際取材経験が豊富で、特に安全保障やアメリカ情勢に強い。
- 父は『サザエさん』の元プロデューサー松本美樹。
- 『ニュースJAPAN』で、相棒の滝川クリステルが高い評価を受ける裏に、「彼の教え方が良いから」と松本を同時に評価する意見もあった[3]。滝川も、松本の降板から2ヵ月後の2009年9月25日放送分で『ニュースJAPAN』を降板し、フジテレビアナウンサーの秋元優里をキャスターに起用した。
- 『TVブックメーカー』にスペシャルアドバイザーとして参加して自ら出演した。

## 著書
- 『突然、妻が倒れたら』新潮社 2009年 ISBN 978-4-10-319121-6
- 『トランプVS.ハリス　アメリカ大統領選の知られざる内幕』幻冬舎新書 2024年